# 2024年美國電影學會獎
2024年美国电影学会奖（英語：American Film Institute Awards 2024）是由美国电影学会颁发的年度奖项，表彰2024年最杰出的十部电影和十部剧集。得奖名单于2024年12月5日公布，颁奖典礼定于2025年1月10日举行。

## 年度十大电影
- 《阿诺拉》
- 《粗野派》
- 《巴布狄倫：搖滾詩人》
- 《教宗選戰》
- 《沙丘：第二部》
- 《毒王女人夢》
- 《五分钱男孩》
- 《真正的痛苦》
- 《监狱剧院》
- 《魔法壞女巫》

## 年度十大剧集
- 《小学风云（英语：Abbott Elementary）》
- 《大熊餐廳》
- 《天后與草莓》
- 《新手老卧底（英语：A Man on the Inside）》
- 《史密斯夫妇（英语：Mr. & Mrs. Smith (2024 TV series)）》
- 《天作不合的我们（英语：Nobody Wants This）》
- 《企鹅人》
- 《幕府將軍》
- 《诊疗中（英语：Shrinking (TV series)）》
- 《真探：暗夜国度（英语：True Detective season 4）》

## 特别奖
- 《馴鹿寶貝》

## 外部連結
- 官方网站（英文）